# Алеаторика
Алеато́рика (від лат. alea — гральна кісточка; жереб, випадковість) — композиційна техніка в музиці ХХ століття, яка полягає в неповній фіксації музичного тексту в нотах, а натомість — у свободі реалізації чи навіть акту співтворення в процесі виконання; напрямок сучасної музики, який проголошує випадковість першоджерелом творчості та виконавства. Випадковість вноситься різними засобами — жеребом, шаховими ходами, цифровими комбінаціями, тасуванням нотних аркушів, киданням гральних костей, розбризкуванням чорнила по нотному аркуші. 
Алеаторика (абсолютна і тотальна), у якій роль композитора, котрий дає твору назву та своє ім'я, обмежена організацією звукового номера і призводить до розпаду традиційної музичної форми, непідвладної свідомому контролю звукового хаосу. Приклади алеаторики знаходимо у творчості композиторів ХХ століття: П. Булеза, Дж. Кейджа, К. Штокгаузена, В. Лютославського, К. Пендерецького, С. Слонимського, Р. Щедріна, Е. Денисова, С. Губайдуліної та ін.
Як композиторський напрямок, алеаторика виникла як діалектична реакція на тотальний структуралізм, ставши його безпосереднім і логічним продовженням.
Назву «алеаторика» вперше використав французький композитор, авангардист П'єр Булез у своїй статті «Алеа», де розглянув проблеми такого виду композиції.
Є декілька видів алеаторики:
- обмежена (фактурна і формотворча)
- необмежена.
Обмежена (або контрольована) алеаторика:
·      фактурна — нашарування однорідних або різних інтонаційних формул, які виконуються музикантами одночасно, без особливої координації протягом певного часового відтинку (час звучання вказується в секундах). При чому композитор не виписує нотний текст, а лише дає власні ремарки щодо виконання (діапазон, регістр мелодичного малюнку, ритм, динаміку тощо), які музикант на власний розсуд обирає в процесі гри.
Приклади фактурно-обмеженої (контрольованої) алеаторики: В. Лютославський «Венеційські ігри» для камерного оркестру, IV частина (1960), «Три поеми Анрі Мішо» (№ 3) для голосів та камерного оркестру (1964), Струнний квартет (1964), «Paroles tissees» для тенора та камерного оркестру (1965), Симфонія № 2 (1967); Р. Щедрін «Фортепіанний концерт № 2» (ІІ частина) (1966), «Геометрії звука» для камерного оркестру (1987); С. Губайдуліна «Ніч в Мемфісі» (V частина) (1968); Є. Станкович «Концерт для скрипки» (Алеґро, в акомпанементі симфонічного оркестру).
·      формотворча — виконавцю пропонуються окремі уривки твору написані композитором, порядок виконання яких обирається в процесі гри. Наприклад, в «Фортепіанній п'єсі ХІ» К. Штокгаузена 19 фрагментів, послідовність яких вільно обирається в процесі виконання, відповідно до кількох авторських вказівок.
Приклади формотворчої обмеженої (контрольованої) алеаторики: К. Штокгаузен «Фортепіанна п'єса ХІ» (1956),  Я. Ксенакіс «Стратегії» для двох оркестрів (1963),Е. Денисов «Силуети» (ІІ частина) (1969), Б. Мадерна «Серенада для супутника» (1969), П. Булез «Фортепіанна соната № 3».
Необмежена (неконтрольована) алеаторика:
- уся «музична партитура» зводиться до графічних позначок-натяків, які можуть суб'єктивно сприйматися виконавцем. Фактично, композиція твориться в момент виконання, композитор не може передбачити кінцевого результату.
Приклади необмеженої (неконтрольованої) алеаторики: М. Фельдман «Проєкти» (1950—1951), Е. Браун — «Грудень 1952» з «Folio» (1952—1953), Дж. Кейдж «Музика для дзвонів № 2-3» (1954), К. Штокгаузен «Цикл» для одного ударника (1959), П. Шеффер «Non-stop» (1960), Р. Гаубеншток-Раматі — серії «Ігри», «Multiple» та ін.

## Поняття алеаторики
Алеаторика полягає в неточному окресленні звукового образу композиції в партитурі, клавірі, що передбачає при виконанні музичного твору співдію випадкових чинників, впроваджуваних виконавцем. У сучасній музиці алеаторика визначає певну позицію композитора щодо звукового матеріалу та форми твору. Алеаторика може стосуватися різних елементів музики: ритміки, архітектоніки, динаміки, а також звуковисотних співвідношень та інструментування. Кожне виконання такого твору пов'язане з певними змінами, викликаними тим, що загальні його риси означені точно, а деталі формуються щораз по-іншому. Тож один запис алеаторичної композиції приводить до багатьох різних звукових образів. У музичному мистецтві елементи алеаторики використовувалися з давніх часів (відсутність визначеного інструментування твору, в «Мистецтві фуги» Й. С. Баха), але у XX ст. вони набувають системного значення.

## Виникнення і розвиток
Елементи випадковості в музикуванні були характерні музиці різних епох і напрямків. Варіативним по своїй суті є музичний фольклор, для якого форми фіксації музичного матеріалу взагалі не властиві. У європейській музиці Середньовіччя і Відродження практикувалася довільна заміна вокальних голосів на інструментальні; цифрованний бас, що дозволяв виконавцеві довільно підбирати розташування акордів; в епоху Просвітництва — незафіксовані в нотному записі каденції соліста в інструментальних концертах.
Основоположником сучасної алеаторної техніки прийнято вважати американського композитора Джона Кейджа. У 1952 році, у фортепіанному концерті «Музика змін» («Music of Changes») він використовує всілякі елементи випадковості і варіантності форми. До нього елементи алеаторики використовував Чарльз Айвз.
Подальший розвиток і розповсюдження цього методу композиції можна побачити у творчості німецького композитора Карлхайнца Штокгаузена. У 1957 році він створює «Фортепіанну п'єсу XI». Тоді ж П. Булез виголосив доповідь «АІеа» про функції регламентованого випадку в музиці. Звичайно цей твір під час концерту виконують кілька разів, в різних варіантах. Графічно партитура виглядає таким чином: на великому нотному плакаті (розмір 53х93 см) видруковані 19 абсолютно не залежних одна від одної нотних груп різної тривалості, які композитор супроводжує коментарями для виконавців. Музикант повинен вибрати будь-який фрагмент і грати його в будь-якому темпі, в будь-якій динаміці і артикуляції, потім настає черга інших фрагментів. Коментарі такі складні та примхливі, що вимагають довгого та уважного вивчення.
З кінця 1950-х років П'єр Булез відмовляється від серіалізму і експериментує в царині обмеженої алеаторики. Показовою є його Третя фортепіанна соната, яка складається з п'яти частин, і допускає ряд різноманітних тлумачень при виконанні.
У 1957 році П'єр Булез пише найважливіший теоретичний трактат про алеаторику в музиці і читає його на курсах композиції в Краніхштайні. Цього ж року трактат видається під назвою «Алеа» в «Огляді новин Франції» («Alea», «Nouvelle Revur Francaise»), а наступного року в «Дармштадтськом віснику нової музики» («Darmstadter Beitrage zur Neuen Musik»).

ZAleatoric Trio

## Класифікація
Контрольована алеаторика. Фрагмент Третьої симфонії Лютославського.
Природу алеаторики, за принципом її організації, прийнято ділити на дві групи.
До першої відноситься так звана абсолютна (вільна), ортодоксальна, нічим не обмежена алеаторика. У цій групі реалізуються екстремістські досліди і задуми, побудовані на використанні чистої випадковості, киданні гральних костей, монет. До цієї ж групи відноситься абсолютно неорганізована інструментальна імпровізація.
Інша група припускає використання керованої та контрольованої алеаторики. Техніку «обмеженої і контрольованої алеаторики» наприкінці 50-х років розробив польський композитор Вітольд Лютославський. Необхідно відрізняти два способи управління — це алеаторика творчого процесу і алеаторика виконавського і репродукційного процесу. В більшості випадків обидва способи комбінуються.
Приклад застосування творчої алеаторики за Дж. Кейджем: на чистий лист нанесено 4 пари 5-лінійних нотоносців так, що між ними є відстань, що дозволяє використовувати 9 верхніх і 6 нижніх додаткових лінійок. Ключ нотоносця визначається довільно (за допомогою підкидання монети). Приблизно по середині, для правої і лівої руки, нанесена лінія для запису звуків, що виникають від ударів по внутрішній і зовнішній стороні резонатора фортепіано і т. д.

Lutoslawski Symphony 3